# نوهفلدن
نوهفلدن (به آلمانی: Nohfelden) یک شهر در آلمان است که در سانکت وندل واقع شده‌است. نوهفلدن ۱۰٬۴۷۵ نفر جمعیت دارد.